# Siemień (staw)
Siemień, Siemieński Staw – staw w woj. lubelskim, na Nizinie Południowopodlaskiej, nieopodal Parczewa. Nad stawem położona jest miejscowość Siemień.
Powstał pod koniec XVI wieku (względnie na początku XVII wieku) jako sztuczne rozlewisko rzeki Tyśmienicy w wyniku usypania przez jeńców tatarskich grobli na rzece. W latach 60. XX wieku w wyniku budowy nowej zapory staw uległ powiększeniu i liczy obecnie łącznie 325 ha (186 ha – pierwszy zbiornik (staw), 139 ha – drugi zbiornik).
6 września 1939 na stawie wylądował jedyny nowoczesny polski wodnosamolot CANT Z.506, ewakuowany z macierzystego Morskiego Dywizjonu Lotniczego w Pucku z powodu konieczności montażu uzbrojenia. Zacumowany wodnosamolot pomimo kamuflażu został wykryty i 11 września 1939 zaatakowany przez samoloty Luftwaffe, w wyniku czego uległ on zniszczeniu, a jego korpus osiadł na dnie stawu.